# Ujazdy (Rzeszów)
Pour les articles homonymes, voir Ujazdy.
Ujazdy est une localité polonaise de la gmina de Błażowa, située dans le powiat de Rzeszów en voïvodie des Basses-Carpates.